# Войвож (посёлок городского типа)
Во́йвож (также Вой-Вож) — посёлок городского типа в Республике Коми, входит в состав муниципального района «Сосногорск».

## География
Расположен на автодороге Ухта — Троицко-Печорск, в 112 км к юго-востоку от железнодорожной станции Ухта (на линии Котлас — Воркута).

## История
Основан в 1945 году как посёлок нефтяников.
Статус посёлка городского типа — с 1947 года.
Наличие больших запасов нефти и газа в Верхнеижемском геологическом районе Тимано-Печорской провинции указывали ещё ведущие геологи Ухто-Печорских лагерей Иван Николаевич Стрижов и Николай Николаевич Тихонович. Их прогнозы оправдались, когда в 1935 г. ударил мощный газовый фонтан в 90 км от Ухты (в то время Чибью) у д. Крутая на ижемском притоке Седъель. После освобождения и перевода Стрижова и Тихоновича в Москву в конце 1930-х гг., новый главный геолог Андрей Яковлевич Кремс, также перенёсший репрессии по обвинению по ст.58-10 УК РСФСР и получивший 10 лет лагерей, достойно продолжил традиции предшественников.
Академик Е. А.Ферсман, осведомлённый о выдающихся способностях Кремса, добивался досрочного его освобождения в 1940 г. и назначения на должность главного специалиста-геолога в лагерной системе. Невзирая на слабое здоровье, Андрей Яковлевич принимал личное участие в разведках. Например, он два месяца 1942 года работал на ижемском притоке Войвож (в переводе с коми – «Северный приток»), и поиск принёс свои плоды: 7 октября 1943 г. ударил фонтан газа, затем ещё один. Экспедиция переносится на несколько километров к востоку – на побережье левого печорского притока Нибель. И здесь успех – в знаменательный для страны день Парада на Красной Площади 24 июня 1945 года газ ударил из скважины № 2. А 19 марта 1946 г. скважина № 8 подарила стране залежи лёгкой бензинистой нефти на р. Войвож, где трудились буровики Г. С. Кочергин, А. К. Голдобин, П. К. Мизернюк, Е. Ф. Фиалко и др. Такую же нефть найдут в 1947 г. и на р. Нибель. Это были первые достижения нефтяников и газовиков в послевоенной стране.
16 мая 1946 г. в системе Ухтижемлага создан трест «Войвожнефть», а 1 июля 1947 г. в составе этого треста образован нефтепромысел, спустя годы получивший название нефтегазодобывающего управления (НГДУ) «Войвожнефть». 8 июля 1947 г. Указом Президиума Верховного Совета Коми АССР населённый пункт Войвож Ухтинского (ныне Сосногорского) района получил статус рабочего посёлка и стал центром нового административно-территориального образования на юго-востоке Сосногорского (ранее Ухтинского) района - Войвожского поселкового Совета, куда также вошли посёлки Нибель-1, Нибель-2, Верхняя Омра, Дорожный.
В 1947 г. добыча лёгкой нефти на территории района возросла более чем в 2 раза, в 1948 г. – в 5 раз, в 1950 г. – более 10 раз по сравнению с 1946 г. В 1950 году 30% всей нефти Коми добывали на Войвоже, а газа – 19% от всего добываемого газа в СССР. За открытия выдающегося значения А. Я. Кремс удостоен орденов Трудового Красного Знамени и Красной Звезды. Затем ему присвоят звание Героя Социалистического Труда.
На Войвоже сосредоточены лучшие инженерно-технические кадры: К. А. Машкович, ставший потом главным геологом треста «Войвожнефть», П. П. Аберкон - будущий главный механик конторы бурения треста «Войвожнефтегазразведка», М. А. Бернштейн – в будущем главный инженер треста «Войвожнефть», А. М. Сиротко – руководитель на Войвоже с 1953 г., А. Ф. и Г. Ф. Андрущенко, С. В. Артемьев, Р. Т. Бабаянц, Б. П. Махно и др.
В октябре 1947 г. сдан в эксплуатацию магистральный нефтепровод Ухта – Войвож. Это была грандиозная работа: более сотни километров вдоль тракта «Войвож – Крутая – Ухта» по болотам, с 7 переходами через реки, 72 пересечениями шоссе и просёлочных дорог. Все это на глубине от 1,2 до 2,4 метра и в 1948 г. проложен первый в мировой практике магистральный подвесной самонесущий, самокомпенсирующий газопровод от Войвожа до Ухты. Авторами изобретения были С. И. Новопавловский, А. В. Булгаков, К. А. Верёвкин.
Сергей Иванович в 1937 г. должен был получить диплом выпускника Воронежского инженерно-строительного института, но был арестован, обвинён за «антисоветскую пропаганду» по статье 58-10 УК и на 10 лет лишён свободы. Сначала строил Угличскую гидроплотину на Волге, а в 1940-е гг. занимался трубопроводами на Крутянской сажевом заводе. В октябре 1945 г., когда началось проектирование газопровода от Войвожа, главный инженер проекта Антон Викторович Булгаков привлёк Новопавловского к работам. Здесь-то и пришла идея: почему не сделать газопровод подвесным, а не подземным или наземным? Подвесной метод защищал трубы от замерзания в снегу, меньше было бы проблем с выявлением и ликвидацией возможных повреждений, да и строительство обошлось бы дешевле. Вчерашний «зек-доходяга», чуть не умерший на нарах от цинги и пеллагры, голода, непосильного труда, сделал своё открытие достоянием всего научно-технического мира, т.к. опыт прокладывания труб подобным способом был перенят не только в других регионах СССР, но и в США, где подобная магистраль проложена на Аляске. В последующие годы С. И. Новопавловский жил в Ухте, при его участии сооружались трубопроводы, строились дороги, объекты промышленности Ухты и Сосногорска.
7 июля 1945 г. вышла «сталинская амнистия» в честь Победы, но она не коснулась политических заключённых. Начали освобождать уголовников, которых представители властных структур называли «социальными близкими» элементами, в отличие от «врагов народа», осуждённых по ст. 58 УК РСФСР. На место убывших стали приходить новые этапы: в октябре 1945 г. в Ухтижемлаг прибыли 3 515 спецпереселенцев из республик Прибалтики, на январь 1946 г. их стало 5 726 человек. К ним добавляются «власовцы», «бандеровцы»… Если в январе 1945 г. было 12 896 заключённых, то к 1 января 1947 г. – 24 651, а на январь 1950 г. – 37 180. В данный отчёт не вошли тысячи «трудармейцев», формально не являвшиеся лишёнными свободы. Из 10-тысячного контингента «трудармейцев» 1946 года 1 403 были корейцами, почти все мужчины, и 3 950 немцев, из них 90% молодых женщин и девушек. Вот откуда в нашем районе появились фамилии Гольфингер, Люфт, Митцель, Шпак, Цвенгер и др. Также и с корейскими фамилиями.
После смерти Сталина в марте 1953 г. началась ликвидация системы ГУЛАГ. Постановлением Совета Министров СССР от 18 марта 1953 года Ухтинский комбинат МВД СССР переподчинён Министерству нефтяной промышленности, соответственно и Верхнеижемский эксплуатационный район комбината перешёл в ведение гражданского министерства. В 1954 г. образован трест «Войвожнефтегаз», который войдёт в состав производственного объединения «Коминефть».
К этому времени открыты Верхне-Омринское (1949 г.) и Нижне-Омринское (1951 г.) газонефтяные месторождения. В 1956 г. откроются Изкось-Горинское и Джебольское газовые месторождения, в 1959 г. – Западно-Тэбукское месторождение нефти, в 1961 г. – Мичаюское, в 1962 г. – Восточно-Савиноборское, в 1963 г. – Северо-Савиноборское и Джьерское. Успехи последуют и на других объектах работ: на Усинском, Кыртаельском, Возейском, Харьягинском, Баганском.
Возросли объёмы работ и в январе 1964 г. Из Войвожского нефтепромыслового управления выделен Западно-Тэбукский нефтепромысел и на его базе создано Тэбукское нефтепромысловое управление с месторасположением в строящемся посёлке Нижний Одес. А в октябре 1973 г. войвожцев коснулась ещё одна крупная реорганизация - образование Усинского НГДУ в составе объединения «Коминефть».
1 июля 1970 г. Войвожское нефтепромысловое управление преобразовано в Войвожское нефтегазодобывающее управление (ВВНГДУ), в 1976 г. переименованное в НГДУ «Войвожнефть».
В период своего расцвета, до начала преобразований 1990-х гг., НГДУ «Войвожнефть» имело развитую социально-экономическую структуру. На территории поселкового Совета с населёнными пунктами Войвож, Верхняя Омра, Дорожный, Нибель проживало около 5,5 тыс. человек (сейчас значительно меньше). Хорошее асфальтированное шоссе и железная дорога позволяли осуществлять надёжную связь с райцентром - Сосногорском. Помимо структурных предприятий НГДУ, обеспечивали занятость населения и оказание услуг следующие объекты: ремонтно-механические мастерские объединения «Ухтанефтьгазгеология», цех технологического автотранспорта и специальной техники, автоколонна, Северо-Кавказский ЛПХ, Войвожская комплексная газовая служба треста «Ухтамежрайгаз», линейно-технический участок Ухтинского эксплуатационного узла связи, ОРС НГДУ (15 магазинов, столовая, кафе, киоски, ларьки, кулинария), цех «Газвод», цех пастеризации молока, хлебопекарня, Дом быта, аптека, медсанчасть с поликлиникой, стационаром на 100 коек, детской консультацией, фельдшерско-акушерским пунктом (ФАП) и молочной кухней. Дети посещали две средние школы, профессионально-техническое училище, 6 детских садов, Дом пионеров. Для организации оздоровительного и познавательного досуга - плавательный бассейн, стадион, три библиотеки. Туристов Войвож привлекал тем, что отсюда можно начать сплав с верховьев Ижмы или по притокам выйти в бассейны Вычегды и Печоры.
В 46 км от Войвожа - посёлке Верхняя Омра проживали 524 человек. В посёлке располагались автоколонна № 2, база производственного обслуживания, цеха №№ 1,2 НГДУ, восьмилетняя школа, детсад, клуб, библиотека, спортплощадка, баня и прачечная, ФАП, отделение связи, три магазина, столовая. В пос. Дорожный (462 чел.) имелись магазин, отделение связи, детсад, клуб, ФАП, производственная база – Кабардино-Балкарский леспромхоз. В пос. Нибель, расположенном в 6 км от Войвожа, проживал 111 человек, к услугам которых были магазин, ФАП, клуб.
В июне 1993 г. производственное объединение «Коминефть» преобразовано в открытое акционерное общество – ОАО «Коминефть», которое в 1994 г. включено в другое ОАО – «КомиТЭК». В 1996 г. ОАО «Коминефть» перешло на сметное финансирование от «КомиТЭК». Череда реформирования продолжилась - к началу 2000 гг. НГДУ «Войвожнефть», НГДУ «Тэбукнефть» прекратили деятельность как юридические лица. Объекты нефте-газодобычи перешли в ТПП «ЛУКОЙЛ – Ухтанефтегаз». Посёлок Войвож и Сосногорский район лишились одного из важных градообразующих предприятий.
НГДУ «Войвожнефть» за годы существования выдало 12 млн. тонн нефти и 30 млрд. куб. метров газа, налоговыми отчислениями и благотворительностью позволило развиваться всем сферам общественной жизни Республики Коми. Но деятельность НГДУ не получила продолжения в условиях рыночных преобразований. Хотя в проектах предусматривались основные направления развития: поисковые бурения в Ижемской рифогенной зоне и Восточно-Кедровской площади, разведки Нижне-Омринского месторождения, бурения на Диньельском месторождении, внедрение новых технологий и т.д.
В 1997 г., в канун 50-летия НГДУ «Войвожнефть», Лушников Николай Степанович, Заслуженный работник Российской Федерации, последний руководитель НГДУ, возглавлявший коллектив с 1985 г., изложил возможное будущее предприятия и края: «Юг Тимано-Печорской провинции оценивается как высокоперспективный район для открытия новых залежей углеводородного сырья». При этом, отмечал Лушников, это направление работ позволило бы сохранять и развивать всю инфраструктуру района – как производственную, так и социальную. К сожалению, Войвож в настоящее время не имеет чёткой плановой перспективы, население покидает посёлок, не имея возможности реализовать свой трудовой, творческий потенциал. Объекты, воздвигнутые за полувековой период деятельности НГДУ, приходят в упадок.
7 января 2002 года из-за сильных морозов произошла авария на газопроводе Войвож — Ухта, из-за чего прекратилась подача газа в посёлки Войвож и Седью, возникли проблемы с подачей электроэнергии. Ликвидация последствий аварии заняла более недели, при этом в Войвоже пришлось спустить воду из теплотрассы, чтобы предотвратить повреждение промышленных объектов.

## Население
| 1959   | 1970 | 1979] |
| ------ | ---- | ----- |
| 10 496 | 5548 | 5686  |

| 1989  | 2002  | 2009  | 2010  | 2012  | 2013  | 2014  |
| ----- | ----- | ----- | ----- | ----- | ----- | ----- |
| 5517  | ↘3920 | ↘3367 | ↗3387 | ↘3235 | ↘3144 | ↘3070 |
| 2015  | 2016  | 2017  | 2018  | 2019  | 2020  | 2021  |
| ↘2979 | ↘2923 | ↘2876 | ↘2826 | ↘2758 | ↘2730 | ↘1845 |
| 2024  |       |       |       |       |       |       |
| ↘1743 |       |       |       |       |       |       |